# Jacques Le Baron
Jacques Le Baron, né le 27 juin 1759 à Brest (Finistère), mort le 6 février 1807 à Hoff (Pologne), est un militaire français de la Révolution et de l’Empire.

## États de service
Il entre en service le 1er juillet 1775, comme soldat au corps de la marine, il en sort le 19 janvier 1776, pour y entrer de nouveau le 27 juin 1777 comme volontaire. Le 29 janvier 1778, il passe dans le Régiment d'Auvergne, et le 29 novembre suivant il retourne comme volontaire dans le corps de la marine. Il fait les campagnes de 1779 et 1780, sur mer sous les ordres des comtes de Guichen et de Grasse, puis il est nommé officier auxiliaire de la marine le 19 juillet 1782.
Le 22 février 1784, il est employé dans l’administration de la marine, et le 14 avril 1790, il passe commissaire aux revues sur le vaisseau « l’Entreprenant », avec lequel il fait la campagne de cette année là. Le 7 avril 1792, il devient capitaine au 2e bataillon de volontaires du Finistère, et le 23 août suivant, il passe aide de camp du général La Bourdonnays, avec lequel il fait la campagne de Belgique jusqu’à la prise d’Anvers. 
Lors du siège de Lille, il entre dans cette place pour connaître sa situation et celle de la garnison, puis vient en rendre compte au général La Bourdonnaye. Le 29 novembre 1792, il reçoit son brevet de chef d’escadron, et il intègre avec son grade le 15e régiment de chasseurs à cheval.
De 1793 à l’an IV, il sert en Vendée, d’abord dans un escadron de son régiment déployé dans le Morbihan sous les ordres des généraux Gilibert et Canuel, puis il est appelé par le représentant du peuple Alquier, pour concourir à la levée des remontes et à la formation des recrues destinées à compléter les armées. Désigné pour commander la cavalerie réunie à Rennes, il concourt par son activité et son courage, à la destruction d’un grand nombre de révoltés. Chargé plus tard de marcher avec 200 chevaux, contre les rebelles dans la région d’Ancenis, il réussit parfaitement sa mission et est nommé au commandement de cet arrondissement.
En juin 1795, il est rappelé pour servir auprès des représentants du peuple Siblot et Tallien, dans l’expédition de Quiberon. Le 23 juillet 1795, il entre un des premiers dans les retranchements ennemis, où il fait mettre bas les armes à un grand nombre de chouans. Il se trouve à l’entrevue qui a lieu entre le général Hoche et Sombreuil.
Il est promu chef de brigade le 25 janvier 1796, et il est chargé de la formation d’un corps de cavalerie pour Saint-Domingue. Envoyé le 12 août 1796, dans cette colonie comme chef de brigade à la suite du 15e régiment de chasseurs à cheval, il est de retour en France en novembre de la même année. Appelé par le général Hoche, pour faire partie de l’expédition d’Irlande, mais l’entreprise ayant échoué, il revient en France, et le 23 août 1797, Il prend le commandement du 6e régiment de dragons, qu’il rejoint à l’armée du Rhin.
De l’an V à l’an IX, il sert aux armées d’Allemagne, d’Angleterre, de Mayence, du Danube, du Rhin et d’Italie. Le 25 décembre 1800, lors du passage du Mincio, il traverse le pont à la tête des sapeurs et d’un escadron de son régiment, malgré les forces supérieures de l’ennemi qui en défend les approches. Il exécute une charge brillante, qui répand la terreur dans les rangs autrichiens, les fait plier et les force à mettre bas les armes ou à prendre la fuite.
En l’an X et en l’an XI, il est employé dans la 27e division militaire, et il est fait chevalier de la Légion d’honneur le 11 décembre 1803, puis officier de l’ordre le 14 juin 1804. Pendant les ans XII et XIII, il fait partie de 2e réserve de cavalerie, puis lors des campagnes de 1805 à 1807, il sert dans la 2e division de dragons du général Walther.
Sa conduite pendant cette guerre est digne de ses glorieux antécédents, et nul doute que l’Empereur eut dignement récompensé ses bons services, si la mort n’était pas venue mettre un terme à son honorable carrière. Il est tué le 6 février 1807, lors du combat de Hoff en Pologne.

## Sources
- A. Lievyns, Jean Maurice Verdot, Pierre Bégat, Fastes de la Légion-d'honneur, biographie de tous les décorés accompagnée de l'histoire législative et réglementaire de l'ordre, Tome 3, Bureau de l’administration, 1844, 529 p. (lire en ligne), p. 266.
- « Cote LH/1511/14 », base Léonore, ministère français de la Culture
- Léon Hennet, Etat militaire de France pour l’année 1793, Siège de la société, Paris, 1903, p. 18-26.
- G. Dumont, Bataillons de volontaires nationaux (cadres et historiques), Paris, Charles Lavauzelle, 1914, 494 p. (lire en ligne), p. 104.
- Paul Arbelet, la jeunesse de Stendhal, Slatkine Reprints, Genève, 1974, p. 183.